# Au (Gemeinde Schildorn)
Au ist ein kleiner Ort im Innviertel von Oberösterreich wie auch eine Ortschaft  der Gemeinde Schildorn im Bezirk Ried im Innkreis.

## Geographie
Der Ort Au befindet sich etwa 7½ Kilometer südlich von Ried im Innkreis, am Nordrand des Hausruck-und-Kobernaußerwald-Zuges zum Innviertler Hügelland (südliches Innviertel).
Der Weiler liegt 1 Kilometer südöstlich des Orts Schildorn, links am Kronawittbach, der über die Oberach bei Ried in die Antiesen entwässert, auf um die 515 m ü. A. Höhe.
Die Ortschaft umfasst nur 4 Adressen mit einem Dutzend Einwohnern.
| Aigen   | Ecklham (Gem. Pramet)                       |                        |
| Ebersau | Kompassrose, die auf Nachbargemeinden zeigt | Pramet (Gem. Pramet)   |
|         | Rödt (Gem. Pramet)                          | Knirzing (Gem. Pramet) |

## Geschichte
Bis 1779 war die Gegend bayrisch (damals Innbaiern), und bis 1783 (Gründung des Bistums Linz) gehörte sie zum Bistum Passau, bis 1784 zur Pfarre Waldzell.
Ursprünglich umfasste Knirzing (wohl ein frühmittelalterlicher -ing-Name) alle Ortslagen südwestlich von Pramet, beiderseits des Bachs. Pramet und Schildorn waren lange durch eine gemeinsame Pfarre verbunden, und wurden erst 1884 als zwei Gemeinden eingerichtet. Sukzessive schoben sich aber Teile der südlich gelegenen Ortschaft Rödt bachabwärts dazwischen (der Hof Rödt Nr. 8 heißt Speckbauer zu Weiteneben), die bei der Gemeindetrennung an Pramet kamen.
Für den Schildorner Teil entwickelte sich der Name Prüglau (zu oberdeutsch Prügel ‚starker Stock‘ und -au ‚Feuchtgebiet‘), wohl ‚Aulandschaft, wo man starkes Holz gewinnen kann‘ oder zu einem Knittelsteig. Der Name erscheint schon 1532 und 1603 (Priglau).
In den ausgehenden 2000ern hieß  nurmehr die Ortschaft (also die Postanschriften) Knirzing, die Ortslage (Weiler) aber Prüglau. Haus Nr. 2 heißt Müller in der Grillenau oder in der Au.
Seit der Adressreform der Gemeinde 1. Juli 2008 firmiert die Ortslage als Au, und wird als eine der 23 neuen Ortschaften gerechnet.

## Nachweise
- 41229 – Schildorn. Gemeindedaten der Statistik Austria

1. 1 2 3 4   Straßen-, Ortschafts- und Hausnummernverzeichnis Gemeinde Schildorn (Memento vom 7. September 2014 im Internet Archive), Broschüre, Version vom 1. Juli 2008, insb. Tabellen Haushaltsverzeichnis sortiert nach alten Adressen: Knirzing, S. 39 und Haushaltsverzeichnis sortiert nach neuen Adressen: Au, S. 49; das Haus Rödt ist dort nicht genannt (pdf, schildorn.at, abgerufen am 3. September 2014).
2. ↑  Statistik Austria: Ortschaften (Download der aktuellen Ortschaftsliste)
3. 1 2 3  2001: 12 Einwohner, 3 Gebäude; 2011: 10 EW; siehe Volkszählung vom 15. Mai 2001 – Einwohner nach Ortschaften, Registerzählung vom 31.10.2011 – Einwohner nach Ortschaften (beide pdf, abgerufen am 3. September 2014) und Ortsverzeichnis, Band Oberösterreich, alte Ausgaben, alle Statistik Austria.
4. 1 2  Ein Haus Rödt in Pramet reicht auf Schildorner Gemeindegebiet.
5. 1 2 3  Gemeinde Schildorn (Hrsg.): 1100 Jahre Schildorn 903–2003. Ein Heimatbuch. Schildorn 2003, 16 Historisches Ortsnamenverzeichnis: Knirzing, S. 300 (eReader, fbas.net).
6. ↑  So im  Franzisceischen Kataster (um 1830); Urmappe (als Layer online bei DORIS diverse Kartenthemen, etwa Erste Landesaufnahmen,  Urmappe quality insb. Kulturatlas).
7. ↑  Franziszäischer Kataster 1817–1861 (Urmappe, als Layer online bei DORIS diverse Kartenthemen, etwa Erste Landesaufnahmen,  Urmappe quality insb. Thema Kulturatlas).
8. 1 2  Gemeinde Schildorn (Hrsg.): 1100 Jahre Schildorn 903–2003. Ein Heimatbuch. Schildorn 2003, 16 Häuserchronik: Knirzing, S. 246 ff. (eReader, fbas.net – Die Einwohner sind erst aus dem Ende des 18. Jahrhunderts überliefert. 1811 brannte der Pfarrhof ab, wodurch das Pfarrarchiv vernichtet wurde, daher sind die Kenntnisse lückenhaft.).
9. ↑   Wissenswertes: Zahlen & Fakten (Memento vom 7. September 2014 im Internet Archive), schildorn.at, abgerufen am 3. September 2014.